# منتخب سلوفينيا لكرة الصالات
منتخب سلوفينيا الوطني لكرة قدم الصالات (بالإيطالية: Nazionale di calcio a 5 della Slovenia) هو ممثل سلوفينيا الرسمي في المنافسات الدولية في كرة الصالات.

## وصلات خارجية
- الموقع الرسمي